# 山口揚平
山口 揚平（やまぐち ようへい、1975年6月3日 -）は、日本のコンサルタント、思想家、投資家、作家、企業家。
ブルー・マーリン・パートナーズ株式会社代表取締役。個人投資家応援サイト「ValuationMatrix」代表。
専門は貨幣論・情報化社会論。NHK「ニッポンのジレンマ」論客として出演、フジテレビ「Live Newsα」テレビ東京「オープニングベル」TBS「６時のニュース」日経CNBC放送にコメンテーターとして出演。慶應義塾高等学校非常勤講師、横浜市立大学・福井県立大学などで講師を務めた。

## 人物
早稲田大学政治経済学部卒業。東京大学大学院学際情報学府（社会情報学）修士課程修了。トーマツコンサルティング、アーサー・アンダーセン、デロイトトーマツコンサルティング、アビームM&Aコンサルティング シニア・バイス・プレジデントを経て現職。1999年より大手コンサルティング会社でM&Aに従事し、カネボウやダイエーなどの企業再生に携わった後、独立・起業した。企業の実態を可視化するサイト「シェアーズ」を運営し、証券会社や個人投資家に情報を提供、2010年に同事業を売却。コンサルティング会社をはじめ、複数の事業・会社を経営する傍ら、執筆・講演を行う。
公表されている事業創造出資先に、宇宙開発事業ispace（http://ispace-inc.com/jpn）、アニメコンテンツ制作のツインエンジン（http://www.twinengine.jp）、海外研修プログラム事業の旅武者（https://mushashugyo.jp）、IOT・ロボティクス事業のキビテク社、AI・企業分析アルゴリズム事業のシェアーズ社、劇団ホチキス等（2017年12月時点）、ブロックチェーン企業のToposware社の創業出資を行う。その他出資先多数。

## 著書
- 『なぜか日本人が知らなかった新しい株の本』ランダムハウス講談社 2005年 (ISBN 9784270000816)
- 『デューデリジェンスのプロが教える 企業分析力養成講座』日本実業出版社 (2008/10/9) (ISBN 9784534044495)
- 『世界を変える会社の創り方』ブルーマーリンパートナーズ (2008/6/9)
- 『そろそろ会社辞めようかなと思っている人に、一人でも食べていける知識をシェアしようじゃないか』アスキー・メディアワークス (2013/1/30) (ISBN 4048869507)
- 『なぜゴッホは貧乏で、ピカソは金持ちだったのか?』ダイヤモンド社 (2013/3/8) (ISBN 447801759X)
- 『知ってそうで知らなかった ほんとうの株のしくみ (PHP文庫) 』 PHP研究所 (2013/10/1)
- 『10年後世界が壊れても、君が生き残るために今、身につけるべきこと　答えのない不安を自信に変える賢者の方法』SBクリエイティブ (2015/7/10)（ISBN 4797384018）
- 『そろそろ会社辞めようかなと思っている人に、一人でも食べていける知識をシェアしようじゃないか　最新改訂版 (メディアワークス文庫) 』KADOKAWA / アスキー・メディアワークス (2017/4/25)
- 『新しい時代のお金の教科書 (ちくまプリマー新書) 新書』 – 2017/12/
- 「1日3時間だけ働いて穏やかに暮らすための思考法」プレジデント社（2019/2）
- 「ジーニアスファインダー 自分だけの才能の見つけ方」SBクリエイティブ (2021/4/24)
- 「3つの世界　キャピタリズム、ヴァーチャリズム、シェアリズムで賢く生き抜くための生存戦略」プレジデント社 (2024/2/29)

## メディア出演
- 「ニッポンのジレンマ～僕らの新・資本主義～」NHK
- 「オープニングベル」テレビ東京
- 「Live News α」フジテレビ
- 他